# Георгий IX
Георгий IX (1486—1534) — царь Картли (1525—1534). Сын царя Константина II. 81-й царь Грузии из династии Багратионов.

## Правление
Вступил на престол после ухода в монахи брата — царя Давида X. 
Царь Георгий сблизился с царём Кахетии Леваном  и с царём Имеретии Багратом.
Вскоре умер каталикоз Дорафеоз, новым каталикозом Георгий посадил своего брата Мелхиседека.

Георгий пытался защитить страну от набегов татар. Несколько раз воевал с татарами.
Всё свое правление Георгий жил в мире с другими грузинскими царями и атабагом. 

В результате династической борьбы в 1527 (или, по другим сведениям, в 1534) году был вынужден постричься в монахи и уступить трон племяннику Луарсабу I.
Георгий не имел сыновей.